# 運輸通信省 (日本)
運輸通信省（うんゆつうしんしょう、旧字体：運󠄁輸󠄁通󠄁信省󠄁、英語: Ministry of Transportation and Communications）は、第二次世界大戦中の日本に存在した中央官庁。
1943年（昭和18年）11月1日、戦時中の海陸輸送体制を総合的に所管する組織として、当時委員であった肥田琢司と南条徳男が先頭に立ち、逓信省と鉄道省を統合して設置された。他に、内務省から港湾建設局部門が、商工省からは倉庫関係部門が、文部省から中央気象台が分離統合されている。
旧鉄道省が所管していた国有鉄道の運営、民営鉄道の監督などは、鉄道総局が所掌し、旧逓信省が所管していた海運行政は海運総局が所掌した。旧逓信省の逓信事業（郵便・貯金・保険・電信・電話）は外局として設置された通信院が所掌した。
構想として将来は大東亜共栄圏全域の運輸通信行政を統括する構想も有していたが、現実に誕生した新省は、80万人の職員を抱えた超巨大官庁と化してしまい、却って効率面での問題が浮上することとなった。これは現在の組織・団体に例えるならば、JRと多くの第3セクター鉄道、NTT、日本郵政の従業員が丸ごと1つの役所の職員として所属しているようなものである。
1945年（昭和20年）5月19日、やはり組織が巨大すぎるため、通信院を内閣所轄の逓信院として分離させたことにより、運輸通信省は運輸省に改組された。

## 組織

### 幹部
- 運輸通信大臣
- 運輸通信次官
- 運輸通信政務次官

### 内部部局
- 大臣官房
- 企画局 - 新設。
- 鉄道総局 - 旧鉄道省。
  - 長官官房
  - 総務局
  - 業務局
  - 施設局
  - 資材局
  - 勤労局
- 海運総局 - 旧逓信省海務院。
  - 長官官房
  - 総務局
  - 海運局
  - 船舶局
  - 船員局
- 港湾局 - 旧内務省国土局港湾課。
- 自動車局 - 旧鉄道省監理局（陸運監督局）。
- 航空局 - 旧逓信省航空局。
- 燈台局 - 旧逓信省燈台局。
- 中央気象台

### 外局
- 通信院 - 旧逓信省の郵便・通信関連部局。
  - 総裁官房
  - 総務局
  - 業務局 - 旧逓信省郵務局・電務局。
  - 工務局 - 旧逓信省工務局。
  - 通信監督局 - 旧逓信省大臣官房通信検閲課。
  - 貯金保険局 - 旧逓信省貯金局・簡易保険局。

## 歴代の運輸通信大臣等
- 辞令のある再任は代として数え、辞令のない留任は数えない。
- 臨時代理は空位の場合のみ記載し、海外出張等の一時不在代理は記載しない。

| 運輸通信大臣（運輸通信省） |  |            |          |                                        |
| 1                          |  | 八田嘉明   | 東條内閣 | 1943年11月1日-1944年2月19日            |
| 2                          |  | 五島慶太   | 東條内閣 | 1944年2月19日-1944年7月22日            |
| 3                          |  | 前田米蔵   | 小磯内閣 | 1944年7月22日-1945年4月7日             |
| 4                          |  | 豊田貞次郎 | 鈴木内閣 | 1945年4月7日-1945年4月9日 軍需大臣兼任 |
| 5                          |  | 小日山直登 | 鈴木内閣 | 1945年4月9日-1945年5月19日             |